# Marilyna
Marilyna – rodzaj ryb rozdymkokształtnych z rodziny rozdymkowatych. 

## Klasyfikacja
Gatunki zaliczane do tego rodzaju:
- Marilyna darwinii
- Marilyna meraukensis
- Marilyna pleurosticta